# Lago Pielinen
El lago Pielinen (en finés: Pielinen) es un gran lago de Finlandia, localizado en la región de Karelia del Norte. Con una superficie de 894,21 km² es el cuarto mayor del país. Está a una altitud de 93,7 m s. n. m. y tiene una longitud de 120 km y un ancho de hasta 40 km. 
En la punta norte del lago se encuentra la ciudad de Nurmes. El parque nacional de Koli se halla en su orilla oeste, y la ciudad de Lieksa en su orilla este.
El asteroide 1536 Pielinen tomó su nombre de este lago.

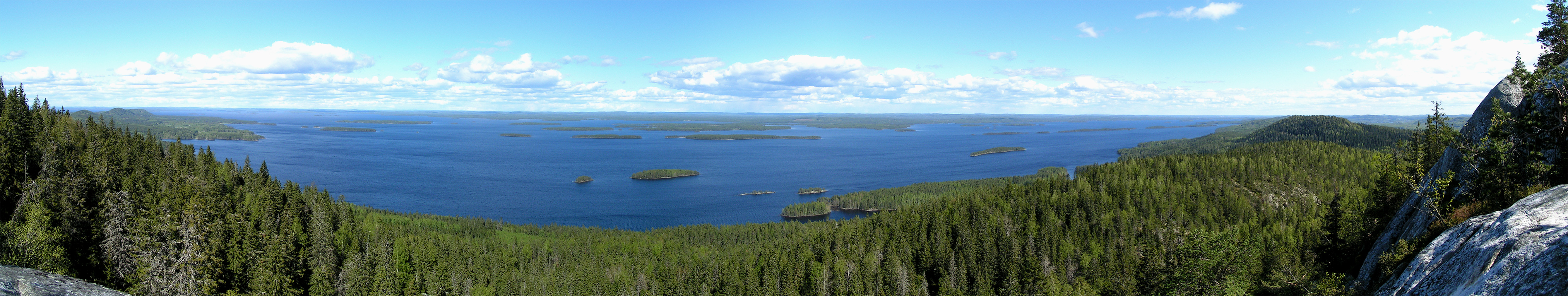
Lago Pielinen desde una colina en el parque nacional de Koli.